# Yoder (Wyoming)
Yoder es un pueblo ubicado en el condado de Goshen en el estado estadounidense de Wyoming. En el año 2010 tenía una población de 151 habitantes y una densidad poblacional de 302 personas por km².

## Geografía
Yoder se encuentra ubicado en las coordenadas 41°55′2.47″N 104°17′42.54″O / 41.9173528, -104.2951500. Según la Oficina del Censo, la localidad tiene un área total de 0,5 km² (0,2 mi²), de la cual 0,5 km² (0,2 mi²) es tierra y 0 km² (0 mi²) (0.0%) es agua.

## Demografía
En el 2000 la renta per cápita promedia del hogar era de $40.781, y el ingreso promedio para una familia era de $41.875. El ingreso per cápita para la localidad era de $15.161. En 2000 los hombres tenían un ingreso per cápita de $37.500 contra $15.000 para las mujeres. Alrededor del 8.70% de la población estaba bajo el umbral de pobreza nacional.